# بريبين هاريس
بريبين هاريس (بالدنماركية: Preben Harris)‏ هو ممثل دانمركي، ولد في 30 مارس 1935 في الدنمارك.

## أعمال

### أفلام
- (2010) في عالم أفضل[1][2]

## وصلات خارجية
- بريبين هاريس على موقع IMDb (الإنجليزية)
- بريبين هاريس على موقع ألو سيني (الفرنسية)
- بريبين هاريس على موقع أول موفي (الإنجليزية)
- بريبين هاريس على موقع قاعدة بيانات الأفلام السويدية (السويدية)
- بريبين هاريس على موقع قاعدة بيانات الفيلم (الإنجليزية)
- بريبين هاريس على موقع كينوبويسك (الروسية)